# Макух, Василий Емельянович
Василий Емельянович Макух (укр. Василь Омелянович Макух; 14 ноября 1927, Каров, Львовская область — 6 ноября 1968, Киев) — советский украинский рабочий, бывший член УПА, который в 1968 году совершил самосожжение на Крещатике в знак протеста против положения, занимаемого Украиной в составе СССР, и против ввода войск в Чехословакию.

## Биография
Родился в крестьянской семье в селе Каров Львовского воеводства, на тот момент Польша.
В 1944 году под влиянием отца и соседей Николая и Петра Дужих вступил в ряды Украинской повстанческой армии, где служил в военной разведке. В феврале 1946 года был ранен в ногу и попал в советский плен.
Был осуждён на 10 лет заключения и 5 лет ссылки. Отбывал заключение в Мордовии. В ссылке в Сибири познакомился с артисткой Лидией Ивановной Запарой, заключённой за выступление в концертах агитбригады во время немецкой оккупации. После её освобождения переписывался с ней.
После освобождения Макуху было запрещено проживание на Западной Украине, поэтому он уехал к Лидии в Днепропетровск (сейчас Днепр). Достроил дом её бабушки, позднее женился на Лидии. В 1960 году у супругов родилась дочь Оля, в 1964 году — сын Владимир. Макух работал во вредном цехе огнеупорных материалов завода «Промцинк», из-за чего приобрёл проблемы со здоровьем — повышенное давление. Также он работал слесарем в механическом цехе.
Пошёл в 9 класс вечерней школы, окончил десятилетнюю программу. Поступил на педагогический факультет университета, но был исключён за то, что скрыл от приёмной комиссии судимость. Учился самостоятельно, чтобы восстановиться на вечернем или заочном отделении, но это не было ему разрешено.
Макухи отдали своих детей в местные детский сад и школу. Дети жаловались, что сверстники насмехаются над ними из-за использования украинского языка. Макух возмущался, что в Днепропетровске, бывшем казачьем краю, не используется украинский язык. Макух ездил в Галицию, встречался с бывшими соратниками.
Большое впечатление на Макуха произвела несправедливая критика романа «Собор», написанного украинским писателем Олесем Гончаром и опубликованного в номере журнала «Отечество» за январь 1968 года. Также его поразил ввод войск стран Варшавского договора в Чехословакию. Макух говорил жене, что готов пожертвовать собой ради свободной Украины и будущего их детей.
В октябре 1968 года Макух взял отпуск для поездки на Львовщину. Перед отъездом он сказал жене и детям: «Если со мной что-то случится, то знайте, что я вас всех очень люблю». Его племянница заметила, что, собирая вещи, он запаковывал трёхлитровую банку, которую он объяснил как гостинец от соседки.
Вместо Львовщины Макух поехал в Киев, где днём 5 ноября 1968 года на Крещатике, возле дома № 27 неподалёку от Бессарабского рынка, он облился бензином и поджёг себя. Он бежал в направлении площади Калинина (нынешнего Майдана Незалежности) и выкрикивал: «Долой колонизаторов! Да здравствует свободная Украина!». Люди в ужасе разбегались, а милиционеры пытались потушить его. Макух получил ожоги 70 % кожи, его отвезли в больницу, где он на следующий день скончался.
Когда вдова приехала забрать тело, она оказалась под пристальной опекой. Похороны прошли под наблюдением КГБ, посетителей фотографировали и переписывали. Вдову три месяца вызывали на допросы в КГБ, она была выгнана с работы поварихой, не могла устроиться. Сестру Макуха Прасковью через день после его самосожжения вызывали в КГБ, откуда она вернулась с повреждёнными лёгкими и харкая кровью, через два года она умерла.
В украинских СМИ никаких сообщений о самосожжении Макуха не было. В «Хронике текущих событий» сообщение о самосожжении Макуха появилось спустя несколько месяцев и с ошибками в фамилии (была воспроизведена как Макуха, а не Макух) и дате (5 декабря). Иностранные информагентства получили информацию из самиздата и передали краткое сообщение о произошедшем. Известно по крайней мере о двух уголовных делах, заведённых за распространение информации о Макухе.